# Soproni Dalfüzér
A Soproni Dalfüzér Magyarország egyik legrégebben alapított dalegylete. Alapítója a Württembergből érkezett, soproni evangélikus templomban orgonistaként és karnagyként működő Christian Alfdörfer. Alapítása a források alapján 1847-ben történt, egyesületként a hatóság 1859-ben hagyta jóvá. A magyarországi dalármozgalom történetébe elsősorban mint az első magyarországi országos dalártalálkozó szervezője és lebonyolítója írta be magát.

## Előzmények

### Az első férfikarok alapítása
Süssmann Károly Vilmos helyi evangélikus egyházi kántor és orgonista 1844-ben Liedertafelt alapított, melynek ünnepi hangversenye 1844. május 16-án a líceum dísztermében így ez az első adat önálló férfikar világi fellépéséről. Bár további fellépésekről nem tudni, fontos előzmény. A Sopronba 1847-ben érkező Christian Altdörfer templomi énekkart szervezett, mely világi szereplésekre is vállalkozott, majd 1848-ban iparosok, diákok és jó családból származó nők álltak össze vegyeskórusként, hogy egyházi és komoly világi dalokat énekeljenek. Feljegyzés tanúsítja, hogy Altdörfer 1848-ban egy Männergesangs Verein-t alapított, mely 20-24 férfitaggal indult. Ezek alapján feltehetően három kórus működhetett keze alatt: a) az evangélikus vegyeskórus, b) egy vegyeskórus, mely világi szereplésekre is vállalkozott, és c) a férfidalkör.
A vegyeskórus ugyan 1849-ben szünetelt, de 1850-től újraindult, és tagsága 20-40 főből hamar felment 60 főre. Elsősorban evangélikus rendezvényeken léptek fel, de templomon kívüli rendezvényeken is előfordultak. Mindeközben a Männergesangs Verein is működött világi műsorral. A Zenészeti lapok folyóirat leírása alapján létezett soproni lyceumnak is egy dalárdája,mely „már régóta létezik, de életrevalóságának jelét tulajdonképen csak 1854-ben adá, midőn különféle jótékony célokra szánta müködését…”
Míg korábban úgy tartották (lásd Csatkai tanulmányait, a levéltárban található anyagokat és a Christian Altdörferről szóló szócikkeket), hogy az Evangélikus Templomi Énekkar nevet viselő kórus 1859-ben kilépett egyházi keretéből, és világi kórussá avanzsált, valójában egy már korábban is létező világi kórus intézményesült, azaz kapott egyesületi jogot.

## Alapítás és szervezeti felépítés
A Soproni Dalfüzér / Liederkranz 71 működő taggal indult. Az egyesület első elnöke (Vorstand) Josef Paul von Király, karnagya (Direktor) pedig Christian Altdörfer lett. Bár Anton Ritter udvari tanácsos 1859. május 23-án adta meg a Liederkranz férfidalárdának az egyesületi jogot, Polster már az egyesület első fellépésének tekinti az evangélikus gimnáziumban történt 1859. április 3-i előadást.
Az 1859. évi első alapszabály megfogalmazza a Dalfüzér célját:
1. § Az egyesület célja a kedélynek a komoly és vidám vokális zene ápolásából eredő gyönyörködtetése, a közélet javítása és a társadalmi élet nemesítése. 2. § Ezt a célját az egyesület olyan egyházi és világi énekek heti kétszeri vagy háromszori gyakorolásával próbálja elérni, amelyek a nyilvános előadásokra – legyen szó vallási szertartásokról vagy koncertekről, avagy az egyesületnek a társasági életet szolgáló rendezvényeiről – alkalmasak.